# Staklocement
Staklocement je mješavina betona (cement, pijesak i voda) i staklenih vlakana u količini 3-10 %.
Takav materijal ima pozitivna svojstva ferocementa i posebnu prednost jer je daleko lakši i to točno za onoliko koliko u ferocementu ima željeza.
Manja plovila je moguće napraviti isključivo od staklocementa bez ojačanja željezom (plovila do oko 6 metara)
Najčešća mana staklocementa je njegov nedostatak elasticiteta modul elasticiteta iznosi negdje oko 210.000 kp/cm2, no to kod izrade manjih plovila nije važno, jer se takva plovila mogu načiniti i potpuno kruta.